# クリスマス・ドロップ作戦
クリスマス・ドロップ作戦（クリスマス・ドロップさくせん、Operation Christmas Drop、オペレーション・クリスマス・ドロップ）は、1952年に始まったアメリカ空軍の空輸作戦・訓練。アメリカ国防総省の完全に機能している任務で最も長く実行されており、世界で最も長く実行されている人道支援のための空輸活動となっている。グアムの地域社会の支援を受けて、主にアンダーセン空軍基地と横田基地から実施され、ミクロネシアを作戦の対象地域としている。日本の航空自衛隊も「ミクロネシア連邦等における人道支援・災害救援共同訓練」として参加している。

## 歴史
米軍による物量投下自体は1951年に初めて行われた。グアムのアンダーセン空軍基地に配属されていた第54気象偵察航空隊「タイフーン・チェイサー」配備のボーイング WB-29 偵察機がグアム南部の気象偵察任務のため、太平洋諸島信託統治領としてアメリカ合衆国に統治されていたミクロネシアのカピンガマランギ環礁上空を飛行していた。島民が手を振っているのを見て、乗員は機内にあった資材を集め、パラシュートを取り付けた輸送コンテナやボックスに入れ、再び旋回しながら貨物を落としたことがきっかけだった。
アグリガン島での最初の資材投下の目撃者は、後に「飛行機の後ろから何かが出てくるのを見て、『おもちゃが降ってくる』と叫んでいた」と述べている。 当時、島には電気も水道も無く、島は定期的に台風に襲われていた。最初のボックスのいくつかは意図した場所に到着できず、島民は泳いでいくつかを回収したが、他のボックスは数マイル離れた所で発見された。
現在、このユニークなクリスマスの伝統は、グアムの住民や企業からの寄付によって引き継がれている。  C-130輸送機から投下される各コンテナの重量は、約400ポンド (180 kg)とされており、漁網、建材、粉ミルク、缶詰、米、クーラー、衣類、靴、おもちゃ、学用品などのアイテムが含まれている。

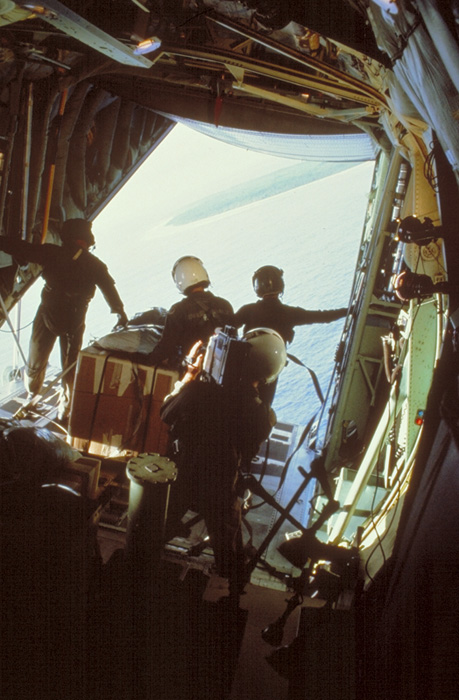
1986年のエアドロップ作戦

これは、現在も完全に運用されている国防総省最古の任務であり、世界で最も長く実行されている人道的空輸活動である。 2006年までに、 800,000ポンド (360,000 kg)以上の物資が空輸された。参加したアメリカ空軍部隊は配備後にイラクまたはアフガニスタン上空での任務が期待されており、この作戦は各部隊に人道支援のための物量投下の訓練を実施するよい機会となっている。
アンダーセン空軍基地の第734輸送航空隊のボランティア隊員と、横田基地の第36飛行隊隊員と航空機がこの作戦に参加している。また、グアムの現地コミュニティのメンバーもこの作戦を支援しており、ゴルフトーナメントやスポンサーラン（マラソン大会）などのスポンサー活動や、個々のコンテナ、ボックスに出資する地元企業によって運営のための資金が集められている。 
2006年に実施された作戦では、140個のコンテナが59の島に投下された。2011年の作戦では、デング熱の局所的発生と戦うために、25箱の点滴静脈注射用点滴をミクロネシア連邦のファイス島に投下した。コンテナは、地元住民と衝突しないように、砂浜近くの海上に落とされる。 
2014年、アメリカ太平洋空軍はミクロネシア地域の56の島々に5万ポンド（約23トン）の物資を届けた。
2015年には、日本の航空自衛隊とオーストラリア空軍が米空軍とともに作戦に参加した。空自と豪空軍はそれぞれ、米国が提供する3機のC-130とともに参加するため、それぞれ1機ずつのC-130 ハーキュリーズを提供した。空自は2016年と2017年の作戦にも米空軍とともに参加している。
2017年12月には、米軍横田基地に配備された新しいC-130Jの最初のトレーニングイベントと、航空自衛隊、オーストラリア空軍、フィリピン空軍による四国間イベントも行われた。
2019年は米空軍、航空自衛隊、オーストラリア空軍に加え、初めてニュージーランド空軍による物量投下が行われたほか、バングラデシュとマレーシア、モンゴル、フィリピン、シンガポール、タイもオブサーバー参加した。太平洋空軍司令部の指揮下、第36航空団が行ったが、実際の空中投下は横田基地の第374空輸航空団に所属するC-130J-30 スーパー・ハーキュリーズ 3機と航空自衛隊小牧基地の第1輸送航空隊のC-130H 1機、オーストラリア空軍のC-130J 1機、ニュージーランド空軍のC-130H 1機が行った。任務では、グアム大学や民間人の協力で、食料や生活必需品、おもちゃがミクロネシアや北マリアナ、パラオの57の島々に投下され、参加したパイロットは計器盤に飾りを施したり、サンタクロースの帽子をかぶって飛行したほか、貨物箱にメッセージを書く乗員もいた。なお、12月10日には「クリスマスドロップ2019」と題して、航空自衛隊第3輸送航空隊が美保基地で招待された幼稚園・保育園児にC-2輸送機によるプレゼントの投下デモンストレーションを行った。
2020年、COVID-19のパンデミックを受けて、ミクロネシア連邦のデビッド・パヌエロ大統領は第69回クリスマスドロップ作戦をオプトアウト（辞退）した。しかし、アメリカ空軍のアンソニー・ビーチェラー軍曹によれば、米空軍はCOVID-19の感染拡大を防ぐために広範な対策を講じた上で、計画通りパラオ共和国での物量投下を進めている。また、航空自衛隊も例年通り参加している。

## 登場作品
本作戦は同名の映画『クリスマスドロップ作戦 〜南の島に降る奇跡〜』（原題：『Operation Christmas Drop』）にも描かれ、Netflixで公開されているが、内容はフィクションのものである。映画は2020年11月5日公開。主演はカテリーナ・グレアムとアレクサンダー・ルドウィグ。